# (34733) 2001 QY52
2001 QY52 (asteroide 34733) é um asteroide da cintura principal. Possui uma excentricidade de 0.21082180 e uma inclinação de 2.83077º.
Este asteroide foi descoberto no dia 16 de agosto de 2001 por LINEAR em Socorro.